# 45th Road–Court House Square (línea Flushing)
45th Road – Court House Square es una estación en la línea Flushing del Metro de Nueva York de la División A del Interborough Rapid Transit Company (IRT). La estación se encuentra localizada en el distrito Long Island City, Queens entre 45th Road y la Calle 23. La estación es servida todo el tiempo por los trenes del servicio <7>.
En 2005, la estación fue agregada al Registro Nacional de Lugares Históricos.